# Norra Europa
I dagligt tal framkommer ofta begreppet Norra Europa. Exempelvis kan företag anse sig vara bäst i Norra Europa eller städer ha Norra Europas största lördagsmarknad. Begreppet är löst definierat och inte nödvändigtvis av samma betydelse som Nordeuropa. Definitionen anges vanligtvis som Europa norr om 49:e breddgraden, vilken skär genom Paris, lämnar Bryssel och London i norra och München i södra Europa.

## Exempel
- Sahlgrenska Universitetssjukhuset sägs vara Norra Europas största sjukhus[1].
- Sävsjö sanatorium i Sävsjö på Småländska höglandet, anses alltjämt vara Norra Europas största träbyggnad.
- Historiska museet[2] anser sig ha Norra Europas största samling av kulturhistoriska skatter.
- Småländska Gamleby som utger sig för att ha Norra Europas enda trekantiga torg.
- Göteborgs botaniska trädgård[3] - Ledande i norra Europa